# Mu’ajsira
Mu’ajsira – wieś w Syrii, w muhafazie Aleppo, w dystrykcie Manbidż. W 2004 roku liczyła 164 mieszkańców.